# Wyspy Calleji

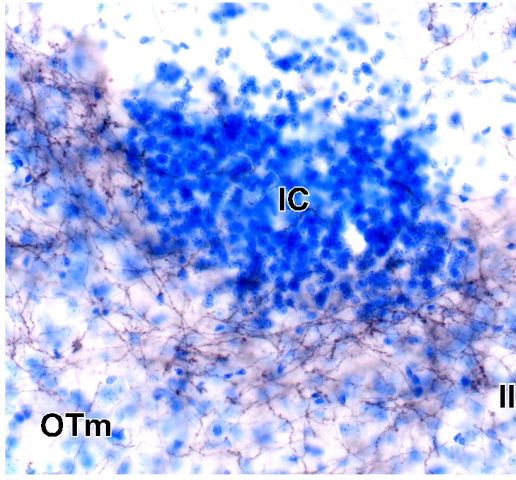
Wyspy Calleji (IC) w tylno-bocznym jądrze ciała migdałowatego szczura, barwienie metodą Nissla i szlakowania następczego przy użyciu BDA

Wyspy Calleji (ang. islands of Calleja, IC, ISC, IClj) – grupa neuronów ziarnistych wewnętrznej części prążkowia, obecna w mózgowiu większości kręgowców. Należą do układu limbicznego, w którym mają udział wzmacniając efekty wywierane przez tzw. układ nagrody. U większości gatunków, wyspy Calleji mieszczą się w guzku węchowym; natomiast u naczelnych wyspy Calleji zlokalizowane są w jądrze półleżącym, uznawanym za główny ośrodek układu nagrody mózgowia (guzek węchowy u małp człekokształtnych jest już praktycznie nieobecny). Funkcje zarówno guzka węchowego jak i jądra półleżącego wiązano z przetwarzaniem bodźców nagradzających, jak i z mechanizmem uzależnienia od narkotyków. Poznanie połączeń nerwowych wysp Calleji, zarówno dosiebnych jak i odsiebnych, podpiera tę tezę, ponieważ pokrywają się one ze szlakami, co do których wcześniej udowodniono ich rolę w przekazywaniu sygnału nagrody w przypadku zażycia kokainy bądź amfetaminy. 

## Historia
Wyspy Calleji nazwane zostały na cześć Juliána Calleji y Sáncheza, hiszpańskiego anatoma, który jako pierwszy opisał je w pracy z 1893 roku zatytułowanej La región olfactorie de cerebro („Obszar węchowy mózgu”). Przed nim Sigbert Ganser, niemiecki neurolog i psychiatra w pracy z 1882 roku szczegółowo opisał ten obszar mózgu. Ponadto, obecne rozumienie tego pojęcia anatomicznego różni się od stosowanego dziś; Calleja prawdopodobnie badał grube skrawki warstwy komórkowej guzków węchowych, a nie komórki warstwy ziarnistej.

## Lokalizacja
Wyspy Calleji znajdują się w obrębie wewnętrznej i pośrodkowej warstwy prążkowia wewnętrznego. Największa z wysp (insula magna) znajduje się przy przyśrodkowej krawędzi jądra półleżącego. Przyśrodkowa grupa wysp leży wzdłuż granicy kresomózgowia środkowego i opony miękkiej. Wyspy mogą być uwidocznione dzięki metodom barwienia specyficznych względem syntazy tlenku azotu i dehydrogenazy NADPH, dwóch enzymów obecnych w komórkach wysp. Dokładne rozmieszczenie komórek w tych kompleksach jest różne u różnych gatunków, ale jest też różne w obrębie dwóch półkul tego samego mózgowia